# 約旦考古博物館
約旦考古博物館是一座位於約旦安曼安曼城堡內的一座博物館。該博物館建於1951年，主要展示了來自約旦考古遺址的文物，這些文物的歷史可以追溯到史前時代到15世紀。藏品按時間順序排列，包括燧石、玻璃、金屬和陶器等日常生活用品，以及珠寶和雕像等更多藝術物品。博物館藏品的亮點包括一些安加扎勒雕像，它們是有史以來最古老的雕像之一，以及來自杰里科的石膏人類頭骨。 博物館還保存了錢幣收藏。

## 沿革
該博物館成立於1951年，位於安曼城堡山頂，位於市中心的城堡遺蹟之中。博物館所在的區域曾是世界上最古老的持續有人居住的地方之一。山頂附近有兩個歷史遺跡，可追溯到2世紀的羅馬赫拉克勒斯神廟和8世紀的倭馬亞宮殿。1967年之前，博物館在東耶路撒冷設有分館。
博物館在過去曾收藏了一些死海古卷，包括唯一的銅質捲軸，不過該文物現在已移送至新成立的約旦博物館展出。

## 收藏
博物館的藏品包括以下時期：
- 舊石器時代：1,000,000–10,000年前
- 新石器时代：
- 前陶器時代（英语：Pre-Pottery_Neolithic）：公元前8,300-5,500年，這一時期最著名的文物是安加扎勒雕像。
- 陶器新石器時代（英语：Late_Neolithic）：公元前5,500–4,300年
- 青铜时代：公元前 4,300–3,300 年
- 早期青銅時代：公元前 3,300–1,900 年
- 青銅時代中期：公元前 1,900–1,550 年
- 青銅時代晚期：公元前 1,550–1,200 年
- 铁器时代：公元前 1,200–550 年
- 波斯時期：c。公元前 550–332 年
- 希臘化時代：c。公元前 332–63 年
- 納巴泰時期
- 羅馬時期
- 拜占庭時期
- 正统哈里发时期
- 倭马亚王朝
- 阿拔斯王朝
- 耶路撒冷王國/阿尤布王朝時期

## 圖片

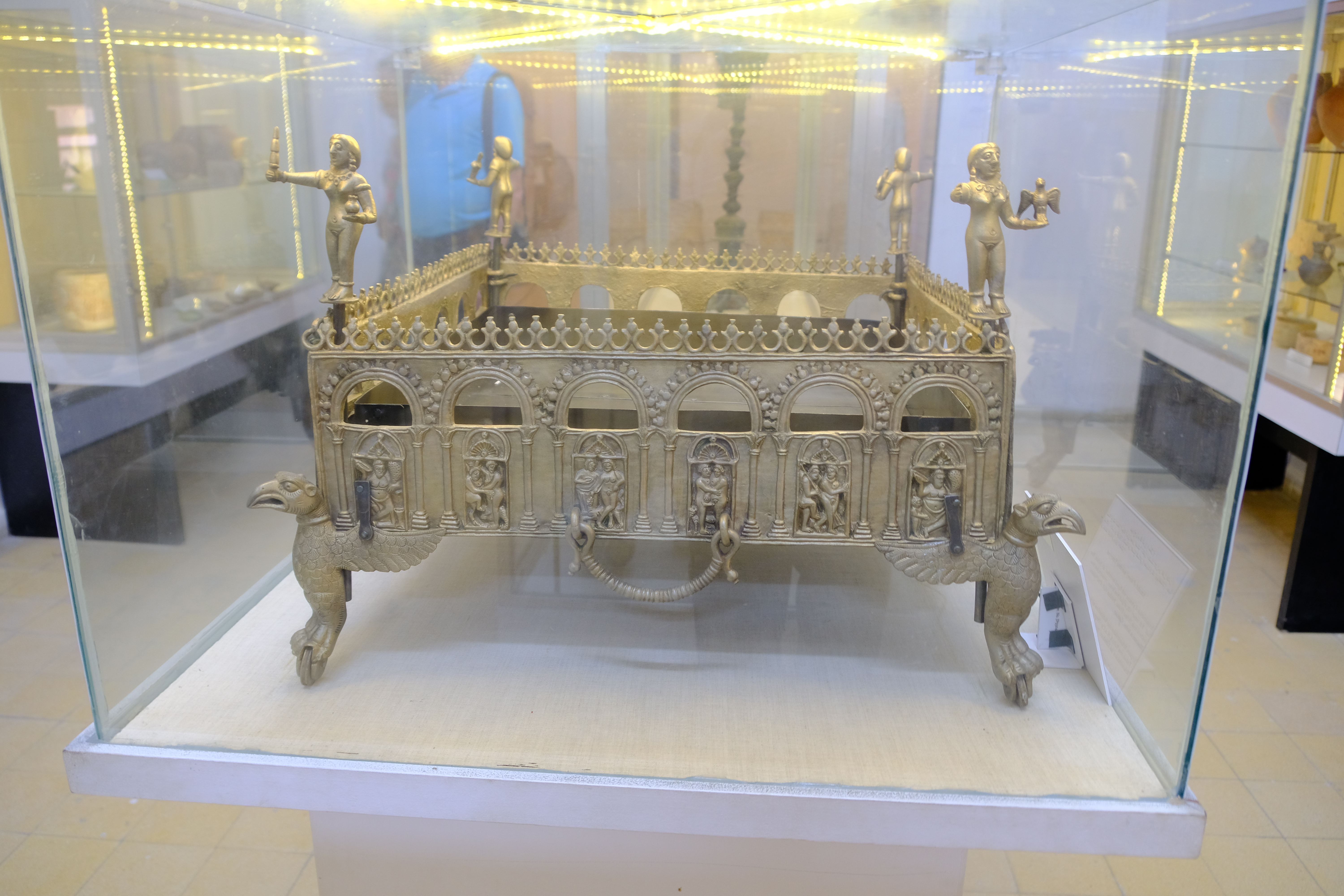
公元8世紀上半葉重建的倭馬亞火盆
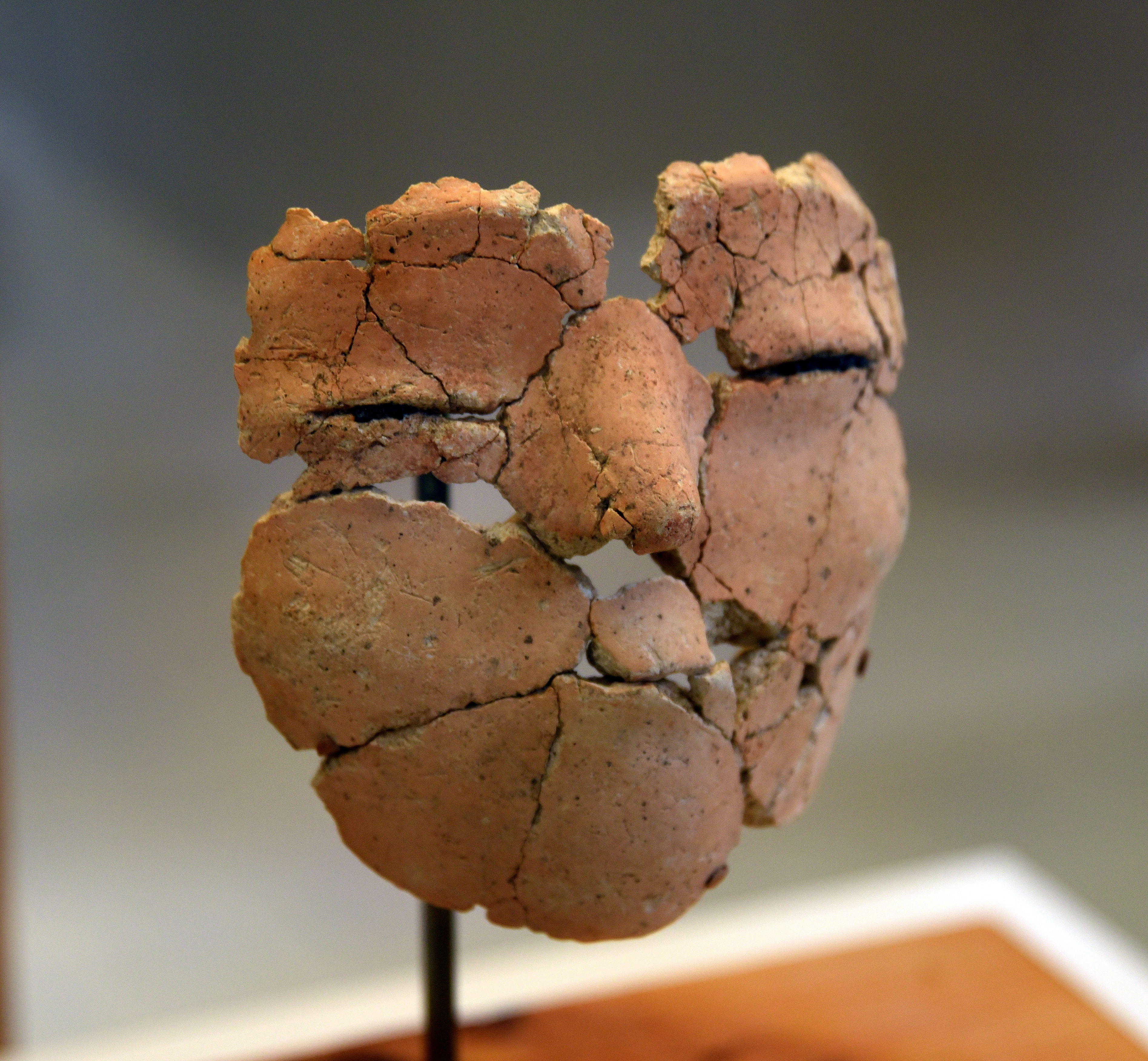
以人類頭骨為模型的石膏臉。來自安加扎勒。公元前6500年。
邪教形象。人類最早（最古老）的雕像或偶像之一。
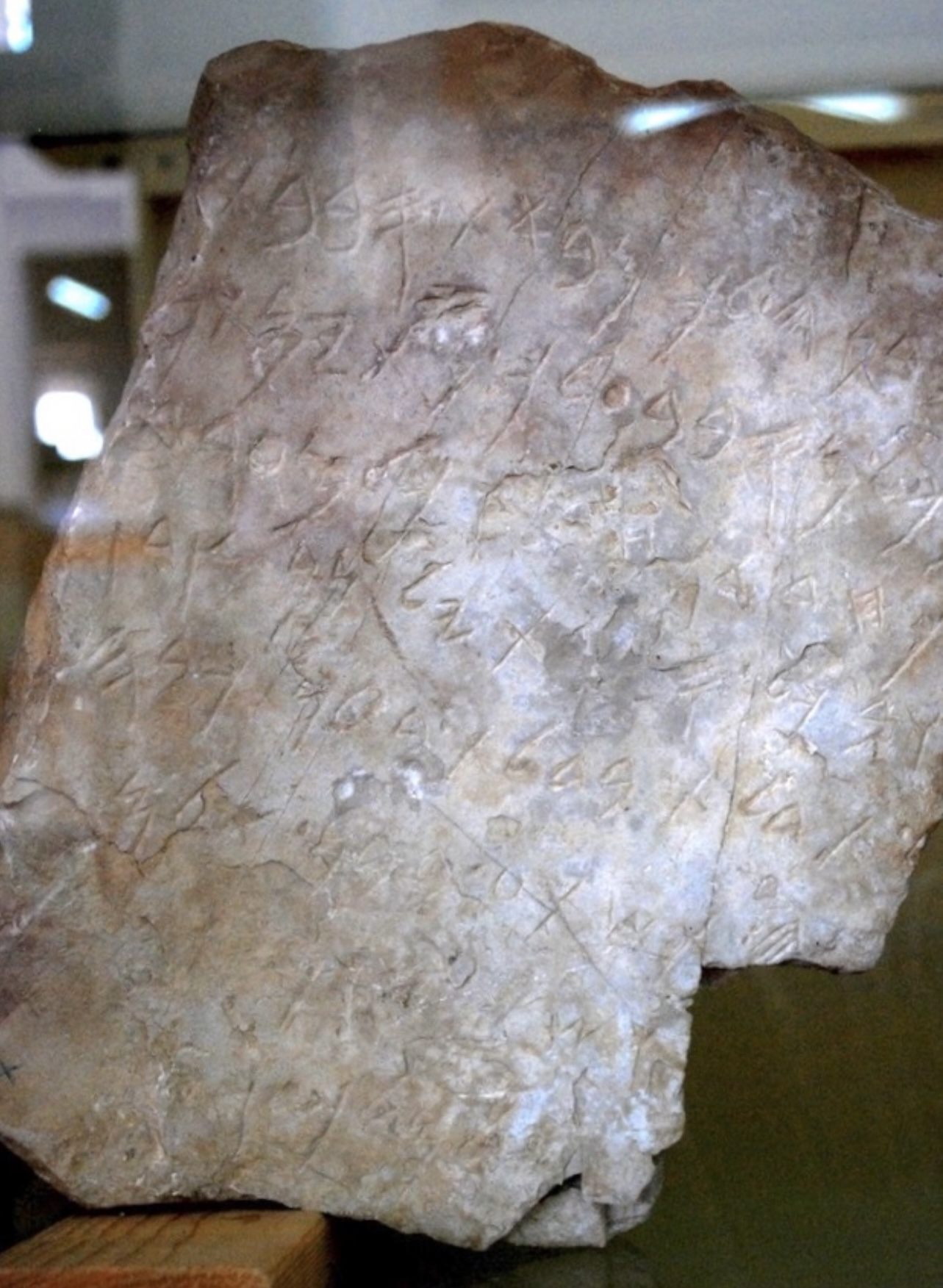
安曼城堡銘文
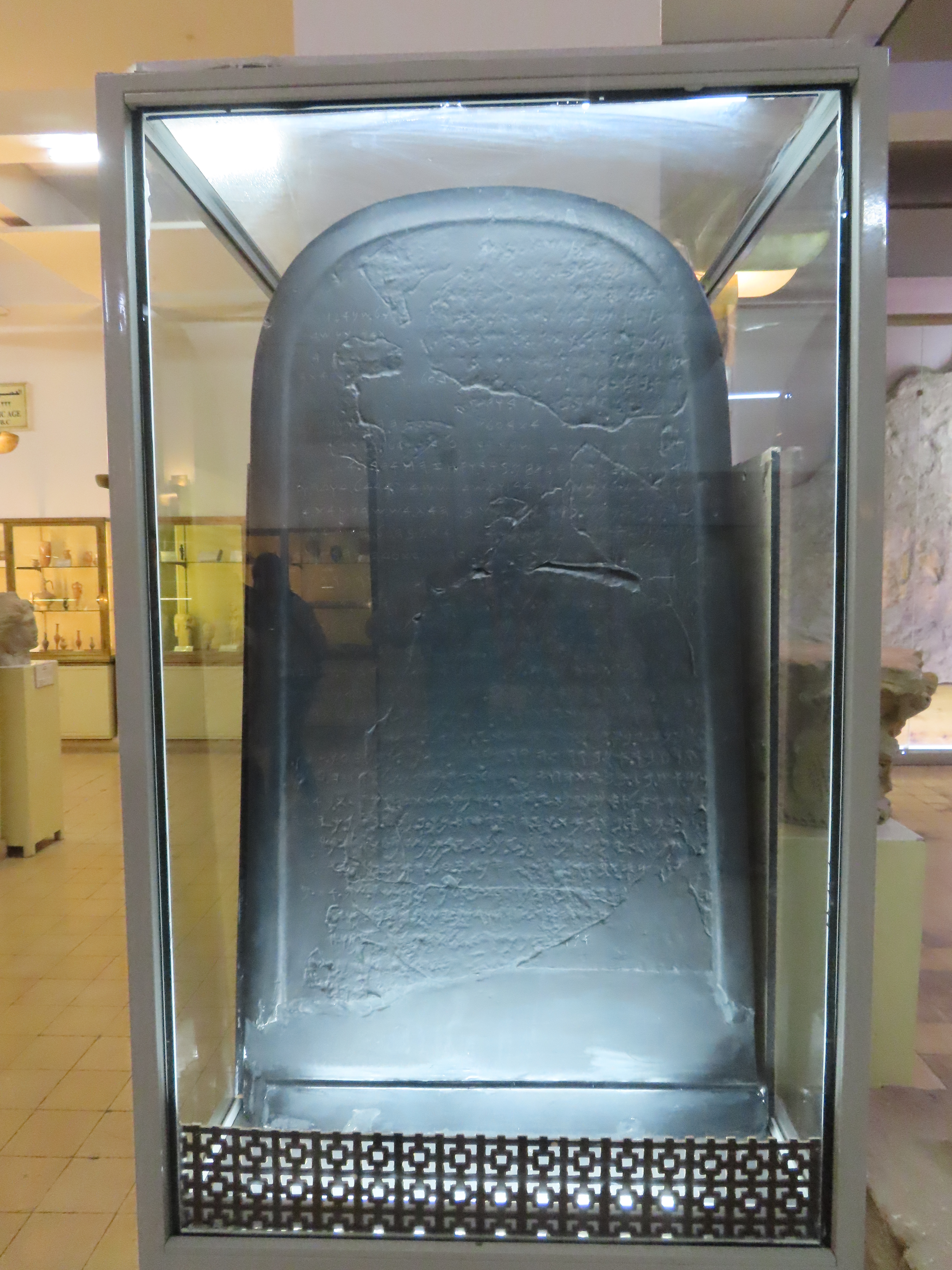
米沙石碑的複製品